# Stierva
Stierva ⓘ (deutsch und bis 1943 offiziell Stürvis) ist ein Dorf im Schweizer Kanton Graubünden in der Gemeinde Albula/Alvra, die zum Bezirk Albula gehört.
Bis am 31. Dezember 2014 war Stierva eine eigenständige politische Gemeinde. Am 1. Januar 2015 fusionierte sie mit den Gemeinden Alvaneu, Alvaschein, Brienz/Brinzauls, Mon, Surava und Tiefencastel zur neuen Gemeinde Albula/Alvra.

## Geographie

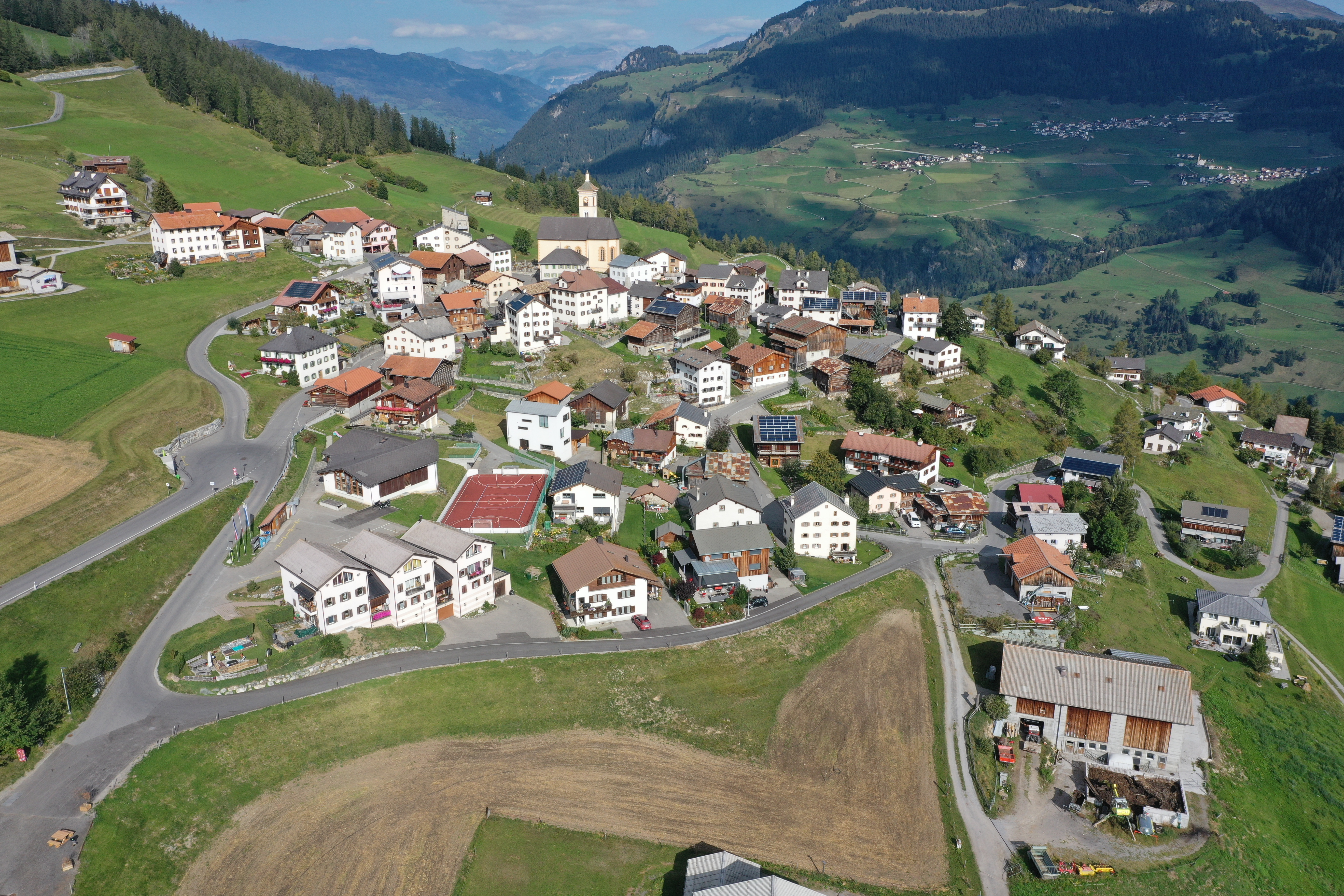
Drohnenaufnahme von Stierva

Die Ortschaft Stierva ist ein Haufendorf hoch über der linken Seite der Albula an den Ostabhängen einer Gebirgskette, deren höchste Berge der Curvér Pintg da Taspegn (2731 m) und das Muttner Horn (2401 m) sind. Die ehemalige Gemeindegrenze bildet im Tal unten die Albula. Zur ehemaligen Gemeinde gehören neben dem Dorf noch der Weiler Bargung (1540 m) und diverse Gehöfte. Vom gesamten ehemaligen Gemeindegebiet von 1054 ha sind 444 ha von Wald und Gehölz bedeckt und 71 ha Gebirge. Von den 520 ha Boden, welche landwirtschaftlich genutzt werden können, sind 428 ha Maiensässen. Die restlichen 19 ha Gemeindeareal sind Siedlungsfläche.

## Geschichte
1984 stiess man beim Maiensäss Tiragn (1600 m ü. M.) auf die Überreste einer Eisenschmelze von 1800 v. Chr. Im 12. und 13. Jahrhundert war Stierva Grenzort zwischen dem Gebiet der Freiherren von Vaz und dem bischöflichen Oberhalbstein. Aus diesem Grund bauten Erstere um 1275 die Burg La Tor, die als Sitz der 1312 erstmals erwähnten Herren von Stürffis diente, die im 15. Jahrhundert ausstarben. Die Burg war zu Beginn des 21. Jahrhunderts noch bewohnt.

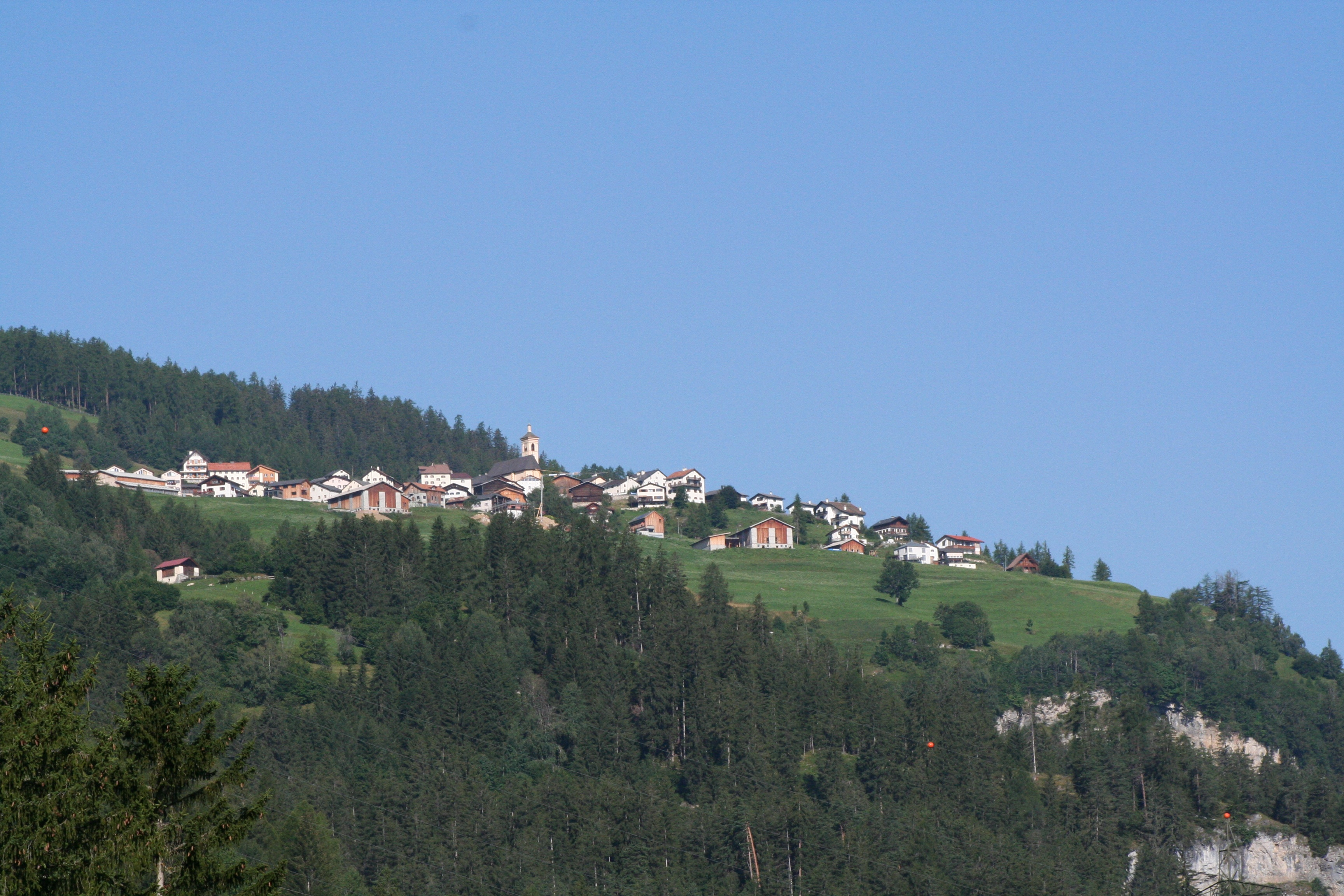
Stierva, Blick von Tiefencastel

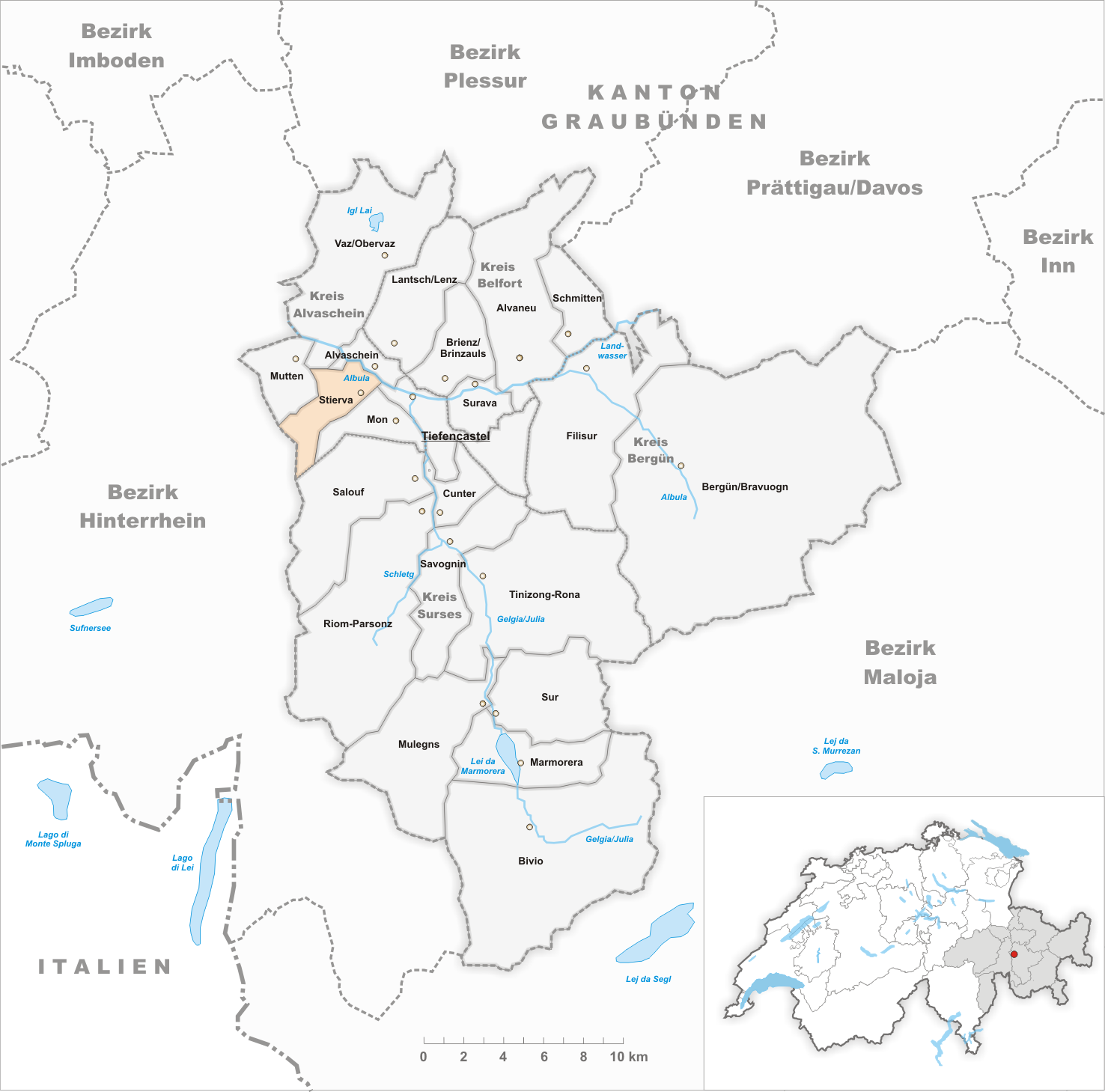
Gemeindestand vor der Fusion am 1. Januar 2015

Die heutige, 1521 errichtete gotische Marienkirche ruht auf dem Fundament älterer Vorgängerbauten, die um 840, 1290 und 1357 bezeugt sind. Stierva gehörte nach 1356 zum bischöflichen Gebiet und 1552 bis 1851 zusammen mit Mutten zum Hochgericht Obervaz als Teil des Gotteshausbundes. Bis gegen 1950 bestand Stierva als Bauerndorf, das aus der Waldbewirtschaftung einen wichtigen Ertrag löste. Aus den Ställen der drei früher als Frühjahrsweide genutzten Maiensässe entstanden Ferienhäuser, ebenso auf der alten Alp (Alp da Stierva). Nach 1950 nahm die Zahl der Betriebe ab, dank der Melioration nach 1960 und jungen Bauern kann sich die Landwirtschaft jedoch halten. Stierva bildet mit Mon und Salouf einen Schulverband mit Unterstufe in Stierva. Die rätoromanische Sprache geriet zu Beginn des 21. Jahrhunderts unter Druck.

## Bevölkerung
| Bevölkerungsentwicklung | Bevölkerungsentwicklung | Bevölkerungsentwicklung | Bevölkerungsentwicklung | Bevölkerungsentwicklung | Bevölkerungsentwicklung | Bevölkerungsentwicklung | Bevölkerungsentwicklung |
| ----------------------- | ----------------------- | ----------------------- | ----------------------- | ----------------------- | ----------------------- | ----------------------- | ----------------------- |
| Jahr                    | 1850                    | 1900                    | 1950                    | 1980                    | 1990                    | 2000                    | 2004                    |
| Einwohner               | 179                     | 150                     | 150                     | 113                     | 100                     | 128                     | 144                     |

### Sprachen
Alleinige Amtssprache der ehemaligen Gemeinde ist Romanisch. Die Bevölkerung spricht das Idiom Surmeirisch. Im Jahr 1900 sprachen alle der 150 Bewohner romanisch. 1970 gaben 96 % Romanisch als Muttersprache an. Seither ist der Anteil der Deutschsprachigen massiv gewachsen.
| Sprachen in Stierva |                   |                   |                   |                   |                   |                   |
| Sprachen            | Volkszählung 1980 | Volkszählung 1980 | Volkszählung 1990 | Volkszählung 1990 | Volkszählung 2000 | Volkszählung 2000 |
| Sprachen            | Anzahl            | Anteil            | Anzahl            | Anteil            | Anzahl            | Anteil            |
| Deutsch             | 14                | 12,39 %           | 23                | 23,00 %           | 42                | 32,81 %           |
| Rätoromanisch       | 99                | 87,61 %           | 75                | 75,00 %           | 85                | 66,41 %           |
| Einwohner           | 113               | 100 %             | 100               | 100 %             | 128               | 100 %             |

### Herkunft und Nationalität
Von den Ende 2004 144 Bewohnern waren 140 Schweizer Staatsangehörige.

## Sehenswürdigkeiten

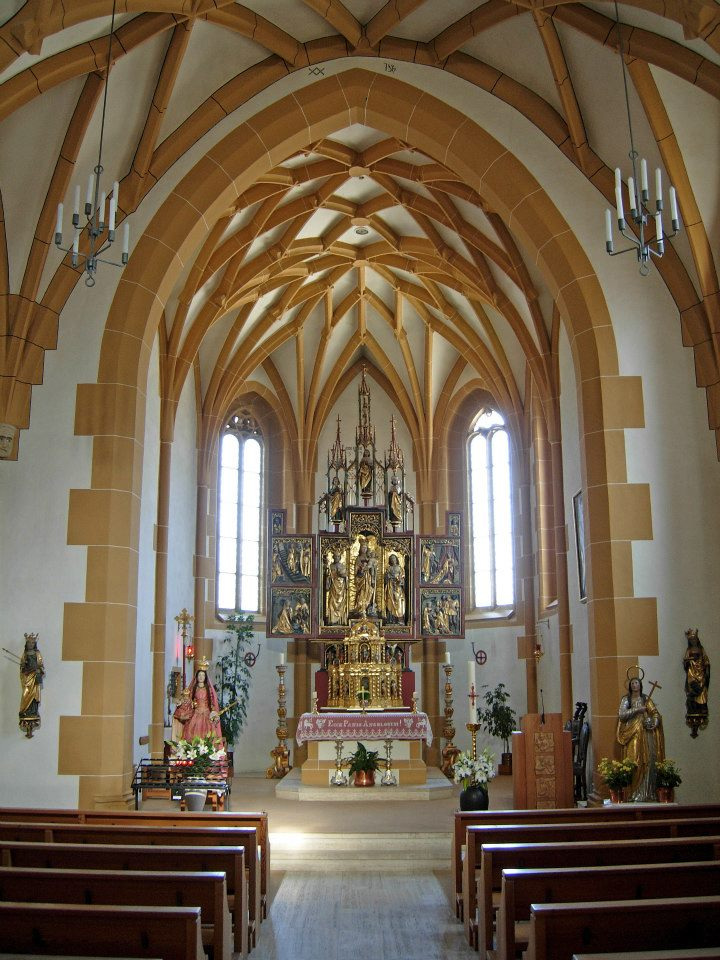
Gotischer Chor in der Pfarrkirche Stierva

Die katholische Pfarrkirche St. Maria Magdalena mit spätgotischem Flügelaltar auf Schriftband datiert 1504.

## Partnerschaften
- Olten (Kanton Solothurn)